# Mario Lago (attore)
Mário Lago (Rio de Janeiro, 26 novembre 1911 – Rio de Janeiro, 30 maggio 2002) è stato un attore, poeta, cantante e autore di samba brasiliano, nato da una famiglia di origini italiane.

## Biografia
Laureato in legge presso l'Università federale di Rio de Janeiro, come attore lavorò in teatro, alla radio, al cinema e soprattutto nelle telenovele. Tra quelle diffuse in Italia vanno ricordati i ruoli: Alberico Santos in Dancin' Days (1978, probabilmente la sua interpretazione più nota), Cristiano in Piume e paillettes (1980) e il dottor Molina in Atto d'amore (1990), ripreso poi in un'altra telenovela, O clone (2001). Apparve anche nel 1981 in Brillante, nel 1983 in Vite rubate, nel 1986 in Potere e nel 1999 in La forza del desiderio.
Fu il primo artista a essere insignito del premio Conjunto da Obra, nel 2001. Morì di polmonite l'anno dopo  e da allora il Conjunto da Obra fu chiamato Trofeu Mario Lago in suo onore.

## Vita privata
Sposò la figlia di un militante comunista e da lei ebbe cinque figli. Era ateo.

## Influenze nella cultura di massa
- A Mario Lago è dedicata O Mar E O Lago, canzone di Gilberto Gil.
- Nel film Noel - Poeta da Vila del 2006, biografia cinematografica del musicista Noel Rosa, il cantante e attore Supla dà volto a Mario Lago, che di Rosa divenne rivale in amore.

## Omaggi
- Gli è stato intitolato un teatro a Rio de Janeiro.

## Filmografia parziale

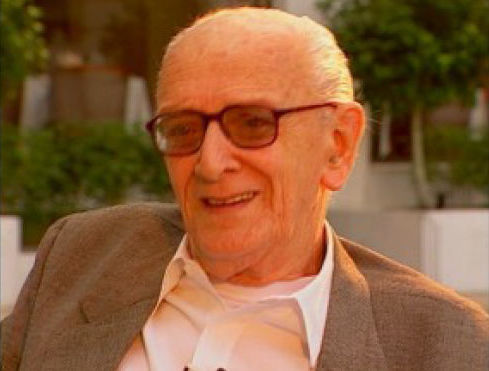
Mario Lago durante un'intervista televisiva

### Cinema
- Terra in trance (Terra em Transe), regia di Glauber Rocha (1967)
- Os Herdeiros, regia di Carlos Diegues (1970)

### Televisione
- Dancin' Days - telenovela (1978)
- Brillante (Brilhante) - telenovela (1980-1981)
- Piume e paillettes (Plumas e paetês) - telenovela (1981)
- Destini - telenovela (1981) cameo
- Vite rubate (Louco amor) - telenovela (1983)
- Potere (Roga de fogo) - telenovela (1986)
- Atto d'amore altro titoloː Un sogno nel cuore (Barriga de Aluguel) - telenovela (1990)
- La forza del desiderio (Força de um desejo) - telenovela (1999)